# 皇甫端
皇甫端，小说《水浒传》中人物，梁山一百单八将之一，祖籍幽州，是《水浒传》全书中最后出场的一名梁山好汉。原是东昌府的著名兽医，没羽箭张清的好友，生得碧眼紫髯，貌若番人。宋江攻下东昌府时，由投降的张清推荐，加入梁山，为最后一个入伙的梁山好汉。负责管理马匹等。梁山好汉受招安之后，皇甫端被留在京城，而未能参加征讨方腊。

## 影视形象
- 2011年版《水浒传》：田文濤